# Kempter Tor

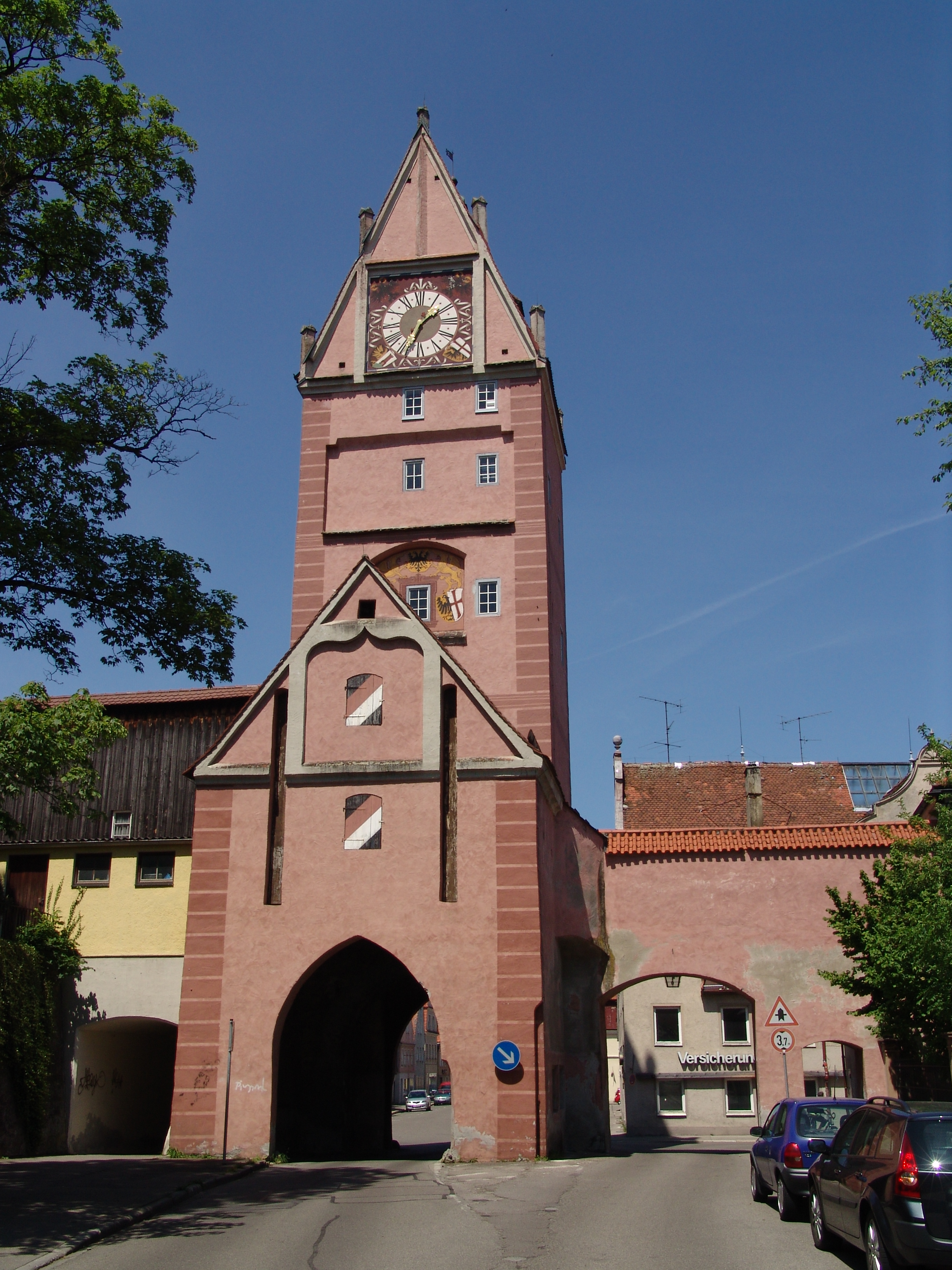
Das Kempter Tor

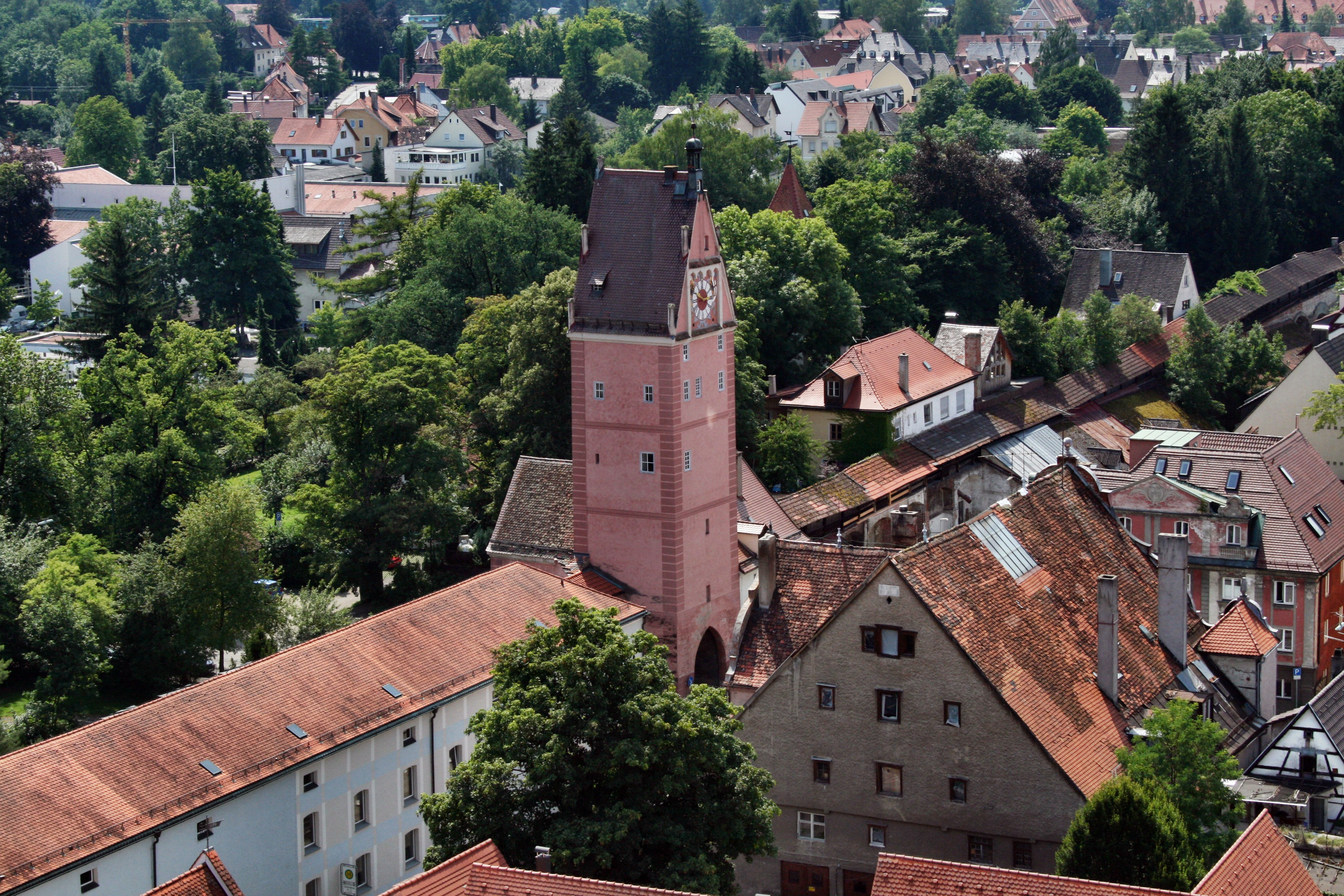
Das Tor vom Kirchturm der Frauenkirche fotografiert.

Das Kempter Tor ist ein Stadttor in der oberschwäbischen Stadt Memmingen.

## Lage
Das Tor steht an der Südseite der Altstadt in der alten Wegbachsiedlung. Bei dem Tor ist ein Stück des ursprünglichen Wehrgangs der Hohen Wacht erhalten. Es steht in unmittelbarer Nähe des Soldatenturms und der Roten Kaserne.

## Aussehen
Von allen Toren der zweiten Stadterweiterung hat nur das Kempter Tor seine ursprüngliche Gestalt bewahrt. Das schmale hohe Tor hat ein Satteldach. Auf der Südseite und auf der Innenseite trägt es im Giebel jeweils eine Uhr, flankiert von Reichsadler und Stadtwappen. Auf einer Ausbuchtung der Außenseite umrahmt das doppelte Stadtwappen ein kleines Fenster. Die Innenseite ist mit Ausnahme der Uhr rosa angemalt. Der Name ist ein Hinweis auf die Handelsbeziehungen zur Nachbarstadt Kempten.

## Geschichte
Im 14. Jahrhundert wurde die sogenannte Wegbachsiedlung in die Stadtbefestigung einbezogen. Um 1390 wurde die heute noch in weiten Teilen vorhandene Stadtmauer erbaut und 1395 das Kempter Tor als südlicher Ausgang vollendet. Die dort ansässigen Weber, Gerber und auch das unreine Viertel mit Scharfrichter und Hurenhaus wurden mit einem massiven Bollwerk beschützt. In der langen Reihe von Stadtbelagerungen und Stadteinnahmen griffen die Truppen lieber im Westen an, denn das Kempter Tor war durch die hohen, wuchtigen Bollwerke vor dem Tor, dem Flankenschutz der Hohen Wacht und dem tiefen Wassergraben schwer einzunehmen. Dadurch wurde es auch nie zerstört. Es hat neben dem Ulmer Tor die typische schwäbische hohe, schlanke und dennoch massive Giebelbauweise der damaligen Zeit. Im Mittelalter wurden die zum Tode Verurteilten durch dieses Tor zum Galgenberg vor den Toren der Stadt geführt. Begleitet wurden sie von dem schrillen Klang der Armsünderglocke von St. Martin.
Von der Mitte bis zum Ende des 19. Jahrhunderts wurden viele Teile der Stadtmauer abgebrochen, teils auf Wunsch der Stadtbevölkerung, teils wegen des Eisenbahnbaus. Nachdem 1863 das Notzentor verschwunden war, wollte auch die südliche Stadt von der engen Durchfahrt des Kempter Tores befreit werden. Die Bezirksregierung in Augsburg verbot jedoch den Abbruch, erlaubte allerdings einen Mauerdurchbruch neben dem Tor. 1893 wurde rechts neben dem Tor diese zweite Toreinfahrt geschaffen, um „dem zunehmenden Verkehr auf dieser Stadtseite“ begegnen zu können.